# Novohrednieve, Velîka Oleksandrivka
Novohrednieve (în ucraineană Новогреднєве) este un sat în comuna Blahodativka din raionul Velîka Oleksandrivka, regiunea Herson, Ucraina.

## Demografie
Componența lingvistică a localității Novohrednieve
     Ucraineană (97,67%)
     Rusă (1,86%)
     Alte limbi (0,47%)
Conform recensământului din 2001, majoritatea populației localității Novohrednieve era vorbitoare de ucraineană (97,67%), existând în minoritate și vorbitori de rusă (1,86%).